# Préfet de Paris
Ne doit pas être confondu avec Préfecture de police (Paris).
 (août 2012).
Si vous disposez d'ouvrages ou d'articles de référence ou si vous connaissez des sites web de qualité traitant du thème abordé ici, merci de compléter l'article en donnant les références utiles à sa vérifiabilité et en les liant à la section « Notes et références ».
Le préfet de Paris, anciennement préfet de la Seine, est le préfet du département de Paris, lorsque celui-ci est créé en 1968 à la suite de la réorganisation de la région parisienne de 1964, en remplacement du département de la Seine.
Depuis la création de la région Île-de-France en 1977, il est simultanément préfet de région. Il ne doit pas être confondu avec le préfet de police, responsable de la préfecture de police de Paris. Le caractère stratégique exceptionnel de Paris, plus grande ville du pays, métropole mondiale, à la fois capitale politique et économique, visage que la France souhaite montrer au monde, a toujours justifié l'instauration de relations administratives particulières avec l'État central. Contrairement à certains préfets de région, il n'est pas préfet de la zone de défense et de sécurité d’Île-de-France, poste dévolu au préfet de police de Paris.

## Histoire
En 1790, l'Assemblée constituante crée les départements, dont le département de la Seine, et les communes, dont celle de Paris, moins étendue qu'actuellement. Département et communes sont dirigées par des instances élues jusqu'en 1800, année où Napoléon Ier crée la fonction de préfet, représentant de l'État dans le département, et réduit à peu de chose l'autonomie des communes (les maires des grandes villes sont nommés par le gouvernement) ; dans le cas de Paris, la fonction de maire est supprimée (jusqu'en 1977, à l'exception des deux intermèdes de 1848 et de 1870–1871)[réf. souhaitée]. 

### La période de la préfecture de la Seine

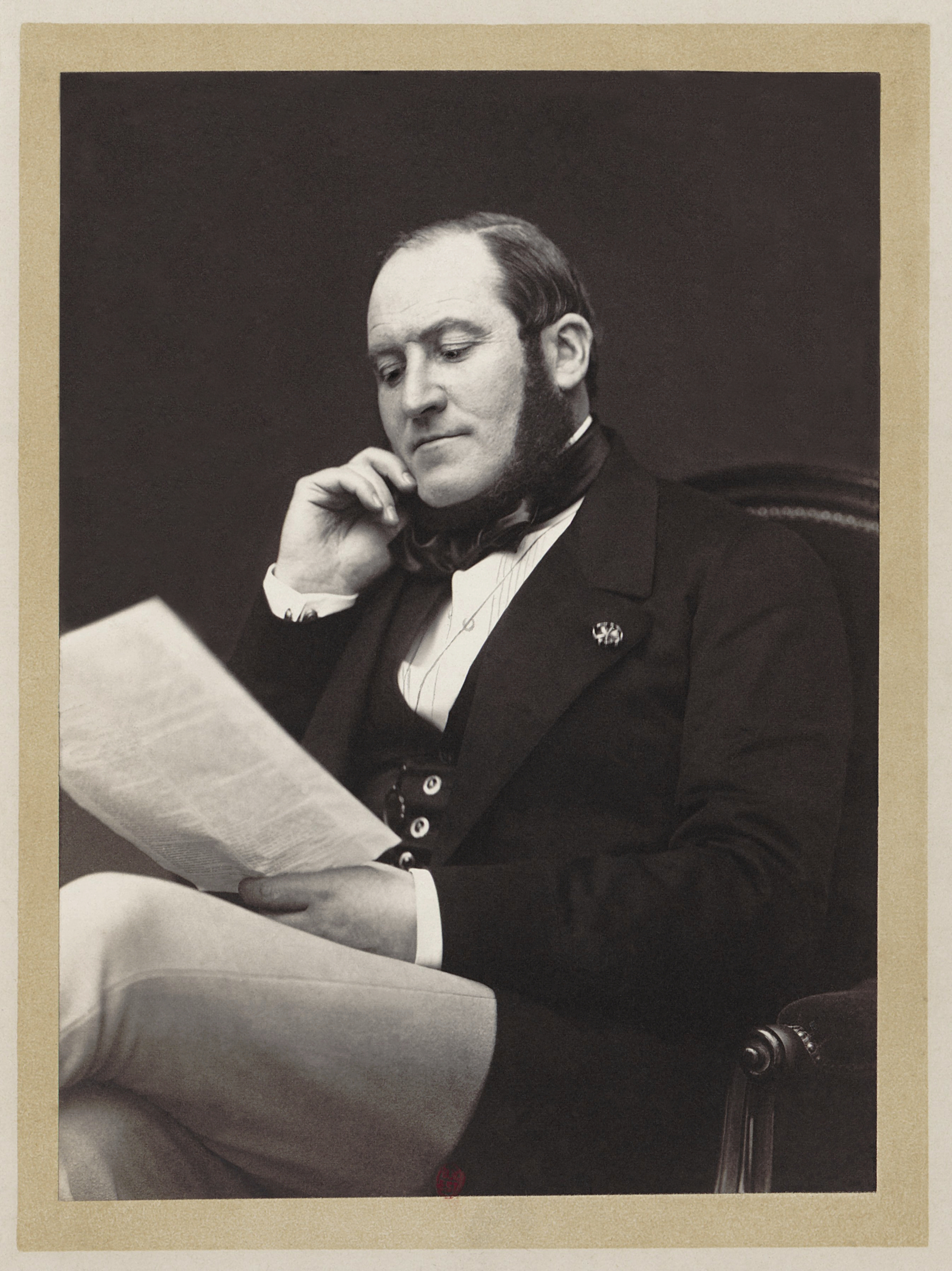
Le baron Haussmann, vers 1860.

L'État administre donc directement la ville de Paris. Outre l'importance stratégique de Paris, Haussmann estimait dans ses Mémoires que, dans une ville où tant d'habitants viennent des régions les plus variées, la diversité sociologique et la mobilité géographique empêchaient la formation d'un véritable esprit commun sans lequel l'élection d'un conseil municipal n'avait guère de sens. Mais on peut penser que c'est surtout la peur de la révolution qui motive cette mise sous tutelle de la capitale : le pouvoir central redoute en effet un pouvoir municipal trop fort, qui, en période insurrectionnelle, et quel que soit le nom qu'il se donne, risque d'échapper à son autorité. L'épisode de la Commune de Paris en 1871 ne pouvait que confirmer ces craintes.
Paris se trouve en fait sous l'autorité des représentants de l'État : le préfet du département de la Seine jusqu'en 1968 (puis préfet du département de Paris), d'une part, le préfet de police d'autre part, la police parisienne étant sous l'autorité de l'État depuis le règne de Louis XIV. Il existe aussi un conseil de département, et à partir de 1834, un conseil municipal, mais ce n'est que sous la IIIe République que ces conseils élus commencent à constituer un contre-pouvoir effectif face à celui du préfet de la Seine.

#### Les grands préfets de la Seine (1800–1870)
Quatre préfets de la Seine ont marqué la période de 1800 à 1870 : Frochot dirige les percements de voie de Napoléon Ier, Chabrol contrôle les grandes opérations de lotissement de la Restauration (par exemple le lotissement Hagerman et Mignon, actuel quartier de l'Europe), Rambuteau perce la première grande voie nouvelle du centre de Paris (l'actuelle rue Rambuteau), et surtout le Baron Haussmann, sous Napoléon III, impose dans une ville presque médiévale la voirie et les équipements d'une ville d'avant-garde.

### La période de la préfecture de Paris et de l'Île-de-France
En 1964, la région parisienne connaît une réorganisation administrative : les départements de la Seine et de Seine-et-Oise sont scindés en sept départements (le département de Paris a un territoire qui correspond à celui de la commune), regroupés, avec la Seine-et-Marne, dans un ensemble administratif, d'abord désigné comme « région parisienne ». 
En 1977, la « région parisienne » devient « région Île-de-France », tandis qu'a lieu la même année le rétablissement de la mairie de Paris. 

#### Avant le rétablissement de la mairie de Paris

Logo du préfet de la région Île-de-France.

Hôtel de préfecture de Paris, 5, rue Leblanc,, depuis septembre 2011.

À partir de 1966, il y a un préfet de la région parisienne, distinct du préfet de Paris. Il s'agit d'abord de Paul Delouvrier, auparavant délégué général au district de la région de Paris (depuis 1961) : il publie à ce titre le schéma directeur d'aménagement et d'urbanisme de la région de Paris (SDAURP), ancêtre du SDRIF. Il dirige la modernisation de Paris et la construction des villes nouvelles.
Un arrêté du 25 août 1966 précise que le préfet de la région parisienne porte la tenue des préfets, mais que la visière de sa casquette est ornée sur toute la longueur de son arc d'une guirlande de feuilles de chêne.

#### Depuis le rétablissement de la mairie de Paris (1977)
En 1977, Paris retrouve un maire élu, représentant de plein exercice, chef de l'exécutif municipal. En outre, comme Paris est tout à la fois une ville et un département, le maire de Paris remplit aussi les fonctions de président du conseil départemental (appelé conseil général avant 2015). Les représentants de l'État continuent toutefois à exercer une partie des pouvoirs qui relèvent ailleurs de la mairie ou du conseil départemental[Lesquels ?] [réf. souhaitée]. La présence même des services de l'État soustrait des portions de territoire au contrôle de la ville : ainsi le quartier des ministères du 7e arrondissement, classé en opération d'intérêt national, relève directement de l'État pour les questions d'urbanisme[réf. souhaitée].
Parallèlement, depuis 1977, la fonction de préfet de Paris inclut celle de préfet de la région Île-de-France.

## Organisation
Le préfet de Paris exerce des compétences comparables à celles des autres préfets de département. Il gère aussi la politique du logement et assure le maintien des règles d'urbanisme et de protection des sites.
Il dispose, en tant que préfet d’Île-de-France, des mêmes compétences que les autres préfets de région sur le territoire dont il a la charge. Il a toutefois des pouvoirs supplémentaires en matière d'urbanisme et de gestion des ressources en eau,. Il participe aussi à l'élaboration du schéma directeur de la région Île-de-France (SDRIF).
En 1871, après la Commune, le Sénat restant à Versailles (jusqu'en 1879), la préfecture est installée au Petit Luxembourg et dispose de locaux au 36, rue de Vaugirard.
Depuis septembre 2011, l'hôtel de préfecture de Paris se trouve dans le 15e arrondissement (5, rue Leblanc) ; elle était auparavant dans le 4e arrondissement (boulevard Morland).

## Liste
Cette section recense, par ordre chronologique, les hauts fonctionnaires qui ont occupé le poste de préfet de Paris, depuis la réorganisation de la région parisienne qui a fait de la ville de Paris un département à compter du 1er janvier 1968.
Depuis la création de l'Île-de-France en 1977, ils sont également préfets de cette région.
Certains préfets de la région d'Île-de-France, préfets de Paris ont été, en outre, délégués interministériels au projet Euro Disneyland en France.
| Préfet                                       | Décret de nomination | Décret de nomination |
| -------------------------------------------- | -------------------- | -------------------- |
| Maurice Doublet                              | 10 août 1966         | [ a ]                |
| Marcel Diebolt                               | 4 février 1969       | [ b ]                |
| Jean Verdier                                 | 19 octobre 1971      | [ c ]                |
| Jean Taulelle (d)                            | 29 novembre 1974     | [ d ]                |
| Lucien Lanier                                | 18 mars 1977         | [ e ]                |
| Lucien Vochel                                | 16 juillet 1981      | [ f ]                |
| Olivier Philip                               | 23 août 1984         | [ g ]                |
| Christian Sautter                            | 5 décembre 1990      | [ h ]                |
| Jean-Claude Aurousseau                       | 24 juin 1993         | [ i ]                |
| Joël Thoraval (d)                            | 6 septembre 1994     | [ j ]                |
| Jean-Pierre Duport                           | 24 juin 1998         | [ k ]                |
| Bertrand Landrieu                            | 12 juillet 2002      | [ l ]                |
| Pierre Mutz                                  | 25 mai 2007          | [ m ]                |
| Daniel Canepa                                | 9 octobre 2008       | [ n ]                |
| Jean Daubigny                                | 19 décembre 2012     | [ o ]                |
| Jean-François Carenco                        | 5 mars 2015          | [ p ]                |
| Michel Delpuech                              | 16 février 2017      | [ q ]                |
| Patrick Strzoda (n'a pas pris ses fonctions) | 27 avril 2017        | [ r ]                |
| Michel Cadot                                 | 14 juin 2017         | [ s ]                |
| Marc Guillaume                               | 17 août 2020         | [ t ]                |